# یواس‌اس الامینگو (وای‌تی‌بی-۲۲۷)
یواس‌اس الامینگو (وای‌تی‌بی-۲۲۷) (به انگلیسی: USS Alamingo (YTB-227)) یک کشتی بود که طول آن ۱۱۰ فوت (۳۴ متر) بود. این کشتی در سال ۱۹۴۴ ساخته شد.